# تمارة يوفانوفيتش
تمارة يوفانوفيتش (22 مايو 1985 بنيش في صربيا - ) هي لاعبة كرة قدم صربية في مركز الوسط. شاركت مع منتخب صربيا الوطني لكرة القدم للسيدات. أما مع النوادي، فقد لعبت مع Olympia Sofia ‏ وŽFK Mašinac PZP Niš ‏.

## وصلات خارجية
- تمارة يوفانوفيتش على موقع الاتحاد الأوربي (الإنجليزية)